# Ministère de l'Environnement (Roumanie)
Pour les articles homonymes, voir Ministère de l'Environnement.
Le ministère de l'Environnement est un ministère roumain. Le ministère est dirigé par Diana Buzoioanu depuis le 23 juin 2025.

## Liste des ministres

### Roumanie postcommuniste
| Nom | Nom                   | de               | à                | Gouvernement                 | Parti  |
| --- | --------------------- | ---------------- | ---------------- | ---------------------------- | ------ |
|     | Simion Hâncu          | 26 décembre 1989 | 28 juin 1990     | Roman I                      | FSN    |
|     | Valeriu Eugen Pop     | 28 juin 1990     | 16 octobre 1991  | Roman II                     | FSN    |
|     | Marcian Bleahu        | 16 octobre 1991  | 19 novembre 1992 | Stolojan                     | PER    |
|     | Aurel Constantin Ilie | 19 novembre 1992 | 12 décembre 1996 | Văcăroiu                     | PDSR   |
|     | Ioan Oltean           | 12 décembre 1996 | 5 décembre 1997  | Ciorbea                      | PD-FSN |
|     | Sorin Frunzăverde     | 5 décembre 1997  | 11 février 1998  | Ciorbea                      | PD-FSN |
|     | Romică Tomescu        | 11 février 1998  | 28 décembre 2000 | Ciorbea, Vasile et Isărescu  | PNȚCD  |
|     | Aurel Ilie            | 28 décembre 2000 | 17 janvier 2002  | Năstase                      | PSD    |
|     | Petru Lificiu         | 17 janvier 2002  | 19 juin 2003     | Năstase                      | PSD    |
|     | Ilie Sârbu            | 19 juin 2003     | 11 mars 2004     | Năstase                      | PSD    |
|     | Speranța Ianculescu   | 11 mars 2004     | 28 décembre 2004 | Năstase                      | PSD    |
|     | Sulfina Barbu         | 28 décembre 2004 | 5 avril 2007     | Popescu-Tăriceanu            | PD     |
|     | Attila Korodi         | 5 avril 2007     | 22 décembre 2008 | Popescu-Tăriceanu            | UDMR   |
|     | Nicolae Nemirschi     | 22 décembre 2008 | 1er octobre 2009 | Boc I                        | PSD    |
|     | Elena Udrea (intérim) | 1er octobre 2009 | 23 décembre 2009 | Boc I                        | PDL    |
|     | László Borbély        | 23 décembre 2009 | 10 avril 2012    | Boc II et Ungureanu          | UDMR   |
|     | Attila Korodi         | 10 avril 2012    | 7 mai 2012       | Ungureanu                    | UDMR   |
|     | Rovana Plumb          | 7 mai 2012       | 4 mars 2014      | Ponta I et II                | PSD    |
|     | Attila Korodi         | 4 mars 2014      | 14 décembre 2014 | Ponta III                    | UDMR   |
|     | Grațiela Gavrilescu   | 14 décembre 2014 | 17 novembre 2015 | Ponta IV                     | ALDE   |
|     | Cristina Pașca Palmer | 17 novembre 2015 | 4 janvier 2017   | Cioloș                       | Sans   |
|     | Daniel Constantin     | 4 janvier 2017   | 3 avril 2017     | Grindeanu                    | ALDE   |
|     | Grațiela Gavrilescu   | 3 avril 2017     | 27 août 2019     | Grindeanu, Tudose et Dăncilă | ALDE   |
|     | Costel Alexe          | 4 novembre 2019  | 5 novembre 2020  | Orban I et II                | PNL    |
|     | Mircea Fechet         | 5 novembre 2020  | 23 décembre 2020 | Orban II                     | PNL    |
|     | Barna Tánczos         | 23 décembre 2020 | 15 juin 2023     | Cîțu, Ciucă                  | UDMR   |
|     | Mircea Fechet         | 15 juin 2023     | 23 juin 2025     | Ciolacu I et II              | PNL    |
|     | Diana Buzoioanu       | 23 juin 2025     | en fonction      | Bolojan                      | USR    |